# Pim (řeka)
Pim (rusky Пим) je řeka v Chantymansijském autonomním okruhu v Ťumeňské oblasti v Rusku. Je dlouhá 390 km. Plocha povodí měří 12 700 km².

## Průběh toku
Pramení v Sibiřských úvalech a teče na jih bažinatou nížinou. Ústí zprava do Obu.

## Vodní režim
Zdrojem vody jsou převážně sněhové srážky. Průměrný roční průtok vody ve vzdálenosti 166 km od ústí činí 68 m³/s. Zamrzá ve druhé polovině listopadu a rozmrzá v květnu. Nejvyšších vodních stavů dosahuje od května do října, přičemž v srpnu dochází k výraznému poklesu.